# Ikaw ang Lahat sa Akin
Ikaw ang Lahat sa Akin é uma telenovela filipina produzida e exibida pela ABS-CBN, cuja transmissão ocorreu em 2005.

## Elenco
- Claudine Barretto - Cruz Fontanilla
- Noni Buencamino - Larry